# Raz-de-marée de la Sainte-Lucie en 1287
Le raz-de-marée de la Sainte-Lucie (Sint-Luciavloed) eut lieu le 14 décembre 1287 en mer du Nord et principalement dans ce qui est aujourd'hui la province de Frise aux Pays-Bas. Ce jour-là, le lendemain de la Sainte-Lucie, une tempête hivernale européenne violente provoqua une onde qui entraîna la rupture des digues et une inondation qui provoqua la mort de 50 000 à 80 000 personnes. Cette inondation est la cinquième connue en termes d'importance.
Beaucoup des terres submergées lors de cette inondation sont encore sous les eaux aujourd'hui. La mer du Nord lors de cette Sainte-Lucie et les jours suivants envahit le lac, appelé Flevo par les Romains, puis Almere au Moyen-Âge, qui devient alors un golfe nommé dès lors le Zuiderzee, qui perdurera jusqu'en 1932 avec les travaux du Zuiderzee, dans le but de reprendre une partie des terres perdues pendant cette inondation.

## Angleterre
La tempête a eu aussi des effets dévastateurs en Angleterre. La côte est du Lincolnshire, Norfolk, Suffolk à Kent a été durement touchée.
D'autres zones du Norfolk ont été inondées, comme le village de Hickling, où 180 personnes se sont noyées et où l'eau est arrivée jusqu'au maître-autel de l'église locale.

## Allemagne
La côte a souffert également, principalement les îles de la mer de Wadden, le Geest. Le Dollard s'est creusé, bien que sa date de formation soit encore incertaine.   